# 楊音
楊 音（よう いん、生没年不詳）は、中国の新代から後漢時代初期にかけての武将。徐州東海郡臨沂県の人。新代に蜂起した農民軍である赤眉軍の有力部将の一人である。

## 事跡

### 初期の事跡
| 姓名           | 楊音                            |
| 時代           | 新 - 後漢                       |
| 生没年         | 〔不詳〕                        |
| 字・別号       | 〔不詳〕                        |
| 本貫・出身地等 | 徐州東海郡臨沂県                |
| 職官           | 〔赤眉軍部将〕→大司農〔劉盆子〕 |
| 爵位・号等     | 列侯〔更始〕→関内侯〔後漢〕     |
| 陣営・所属等   | 樊崇→劉盆子                     |
| 家族・一族     | 〔不詳〕                        |

新代に徐州、青州が大飢饉に見舞われ、盗賊が各地に蔓延るようになると、泰山郡で挙兵していた樊崇の傘下へ、琅邪郡出身の逄安、同郷の徐宣・謝禄と共に加わった。地皇3年（22年）、王莽は、赤眉軍を討伐するために、更始将軍・平均公廉丹・太師王匡の軍を派遣したが、赤眉軍はこれを撃破し、廉丹を討ち取っている。
更始元年（23年）10月、洛陽に遷都した更始帝（劉玄）に樊崇らと共に降り、楊音は列侯に封じられている。しかし、赤眉軍の諸将は領地を与えられず、養えなくなった部下の兵士が逃走し始めたため、洛陽から逃亡して再び自軍の下に戻った。赤眉軍は潁川郡に入り、軍を2つに分け、一軍を樊崇が率い、もう一軍を徐宣が率い、楊音は謝禄と共に徐宣の指揮下に加わっている。徐宣軍は陽翟・梁（潁川郡）を攻略して河南太守を斬った。
赤眉軍は連戦連勝しながらも疲弊し、兵士たちは東へ帰ることを求め始めた。樊崇らは、東へ戻れば軍が瓦解すると判断し、あくまで更始帝の拠る長安へ進攻することにしている。更始2年（24年）冬、樊崇軍は武関から、徐宣軍は陸渾関から、それぞれ三輔へ進入し、更始3年（25年）1月には弘農郡で両軍が合流した。

### 劉盆子擁立と長安支配
赤眉軍はさらに更始軍を撃破して、華陰（弘農郡）に到達する。ここで、同年6月、赤眉軍は劉盆子を皇帝に擁立して、建世元年と号し、楊音は大司農に任命されている。同年9月、赤眉軍は、長安を攻め落として更始政権を滅ぼした。
入城後に、樊崇の主催により、長安の長楽宮で盛大な宴会が開かれ、劉盆子の面前に公卿たちが整列した。ところが、酒も入らないうちに、ある1人の公卿が刀筆を用いて祝辞を献じたところ、元は赤眉軍だった他の公卿たちは字を知らないため、その公卿に代筆を頼みに集まり、劉盆子そっちのけに各々勝手な方向を向くという有り様になってしまう。余りの無礼に楊音は激怒し、「君臣の礼が設けられたというのに、何たる有り様だ。これ以上このような真似をするならば、尽く捕えて殺す」と叱責した。しかし、それをきっかけに騒乱はさらに拍車がかかり、宮殿外の兵士までが酒肉を求めて乱入してきて、衛尉諸葛穉がやっとのことで鎮圧している。
その後も、赤眉軍の支配は乱脈の限りで、長安やその周辺で略奪狼藉を繰り返した。そして周辺勢力との戦いで疲弊した結果、糧食がつきてしまい、建世2年（26年）12月、赤眉軍の諸将は東へ帰る決断をした。

### 後漢への降伏とその後
建世3年（27年）、赤眉軍は、光武帝（劉秀）配下の大司徒鄧禹の軍を各地で撃破しながら懸命に東へ逃走したが、崤底（弘農郡黽池県）で馮異率いる漢軍に大敗した。赤眉軍は宜陽（弘農郡）へ逃れたが、ここで光武帝らが率いる漢の大軍に正面を防がれ、ついに樊崇・徐宣・楊音以下30人の赤眉軍の将は肉袒（上半身を肌脱ぎ）して降伏した。
楊音は、長安駐留中に趙王劉良に恩義を施したことから、関内侯に封じられている。その後、楊音は徐宣と共に故郷に帰り、平穏に一生を終えた。

## 関連記事
- 新末後漢初
- 赤眉軍